# (4663) Falta
(4663) Falta es un asteroide que forma parte del cinturón exterior de asteroides y fue descubierto por Antonín Mrkos desde el Observatorio Kleť, cerca de České Budějovice, República Checa, el 27 de septiembre de 1984.

## Designación y nombre
Falta fue designado inicialmente como 1984 SM1.
Más tarde, en 2008, se nombró en honor del ingeniero y cartógrafo checo Josef Falta (1786-1847).

## Características orbitales
Falta orbita a una distancia media de 3,211 ua del Sol, pudiendo alejarse hasta 3,401 ua y acercarse hasta 3,021 ua. Tiene una excentricidad de 0,05925 y una inclinación orbital de 14,9 grados. Emplea 2102 días en completar una órbita alrededor del Sol.

## Características físicas
La magnitud absoluta de Falta es 11,5. Tiene 28,77 km de diámetro y se estima su albedo en 0,0338.